# Septmonts
Septmonts é uma comuna francesa na região administrativa de Altos da França, no departamento de Aisne. Estende-se por uma área de 4,8 km². Em 2010 a comuna tinha 574 habitantes (densidade: 119,6 hab./km²).